# Liste der Bodendenkmäler in Absberg
Auf dieser Seite sind die Bodendenkmäler in dem mittelfränkischen Markt Absberg zusammengestellt. Diese Tabelle ist eine Teilliste der Liste der Bodendenkmäler in Bayern. Grundlage ist die Bayerische Denkmalliste, die auf Basis des Bayerischen Denkmalschutzgesetzes vom 1. Oktober 1973 erstmals erstellt wurde und seither durch das Bayerische Landesamt für Denkmalpflege geführt wird. Die folgenden Angaben ersetzen nicht die rechtsverbindliche Auskunft der Denkmalschutzbehörde.

## Bodendenkmäler nach Gemarkung

### Absberg
| Lage                                    | Objekt | Akten-Nr.     | Bild           |
| --------------------------------------- | --- | ------------- | -------------- |
| südwestlich des Marktplatzes (Standort) | Mittelalterlicher Turmhügel (Burg Absberg) | D-5-6831-0084 | weitere Bilder |
| Marktplatz 2 (Standort)                 | Untertägige Bestandteile der evangelisch-lutherischen Pfarrkirche (Christuskirche) des späten 16. Jahrhunderts und mittelalterlicher Vorgängerbau | D-5-6831-0115 |                |
| Marktplatz und Umgebung (Standort)      | Mittelalterlicher und frühneuzeitlicher Altort von Absberg                                                                                        | D-5-6831-0116 |                |

### Kalbensteinberg
| Lage                                     | Objekt | Akten-Nr.     | Bild |
| ---------------------------------------- | --- | ------------- | ---- |
| Bergsporn südlich der St 2723 (Standort) | Burgstall Silberburg Burgstall aus dem Mittelalter | D-5-6831-0088 |      |
| (Standort)                               | Bronzezeitlicher Grabhügel mit vermutlich mittelkaiserzeitlicher Nachbestattung                                                                         | D-5-6831-0089 |      |
| (Standort)                               | Wallanlage vor- und frühgeschichtlicher Zeitstellung | D-5-6831-0090 |      |
| (Standort)                               | Bronzezeitlicher Grabhügel | D-5-6831-0091 |      |
| (Standort)                               | Grabhügelgruppe mit mindestens 7 Hügeln und Funden der Bronzezeit                                                                                       | D-5-6831-0093 |      |
| (Standort)                               | Spätmittelalterlich-frühneuzeitliche Wüstung „Schindelhof“                                                                                              | D-5-6831-0097 |      |
| (Standort)                               | Mittelalterliche Wüstung „Münch(s)hof“ | D-5-6831-0098 |      |
| (Standort)                               | Untertägige Bestandteile der evangelisch-lutherischen Pfarrkirche Sankt Maria und Christophorus des 15. Jahrhunderts und mittelalterlicher Vorgängerbau | D-5-6831-0117 |      |
| (Standort)                               | Mittelalterlicher und frühneuzeitlicher Altort von Kalbensteinberg                                                                                      | D-5-6831-0123 |      |